# Cintaasih (Samarang)
Cintaasih is een bestuurslaag in het regentschap Garut van de provincie West-Java, Indonesië. Cintaasih telt 4745 inwoners (volkstelling 2010).